# 张衡 (道教)
張衡（？—177年2月27日），字灵真，东汉末年道教人物，是道教中的一派五斗米道的創始者張道陵之子。五斗米道第二代天师（称嗣师）。

## 家族
其生母为雍氏（一作孫氏）。妻子为盧氏。姐姐張文姫（字文姫，名不詳）。妹妹張文光（字文光，名不詳）、張賢（字賢姫）、張芝（字芳芝）。弟弟張先（一作張我，非張仲景，妻子王氏）。有四个儿子：張魯、張衛、張愧（字公仁）、張徴。女儿叫張玉蘭。孙子为張富（一作張滋，字元微）、張广（字嗣宗）、張永（字齢宗）、張盛（字元宗）、張溢（字立宗）、張巨（字儒宗）、張夢得（字文宗）以及其他三人未知其名。孙女为曹宇的妻子以及其他九人。

## 脚注
1. ↑  《真诰·卷四》
2. ↑  赵道一《历世真仙体道通鉴·卷十九》
3. ↑  裴啟《裴子語林》：魏張魯有十子